# Histoire de la mode en France
Cet article présente l'histoire de la mode en France.
La mode vestimentaire convoque les mots « costume » et « habit », elle  mêle coutumes, usages, et habitudes. Cependant, elle valorise moins les traditions, que la nouveauté, le « bon goût ». La mode (au sens latin de modus) est une question de posture, d'attitude et d'apparence et donc de codes.
Déjà, durant l'Antiquité, le poète Ovide écrit qu'en son temps, on voit éclore chaque jour dans l'Empire romain de nouvelles modes. Le Moyen Âge et la Renaissance en sont férus, et ce, dès le XIIIe siècle. Il existe alors un nombre considérable de divers métiers qui lui sont liés. Chaque génération a ses nouvelles modes et ses élégant(e)s qui leur sont associés. Cet engouement est tel que, depuis au moins le Moyen Âge, des édits sont publiés afin d'en restreindre l'extravagance.
À la Cour à Versailles, où cette question est centrale, n'arrivant pas à réduire l'importation d'articles de luxe, Louis XIV, arbitre de l'élégance, et Jean-Baptiste Colbert décident de faire de la France le premier fabricant au monde d'articles et produits vestimentaires. De grands noms d'artisans d'art se détachent, comme la marchande de modes Rose Bertin, le perruquier Benoît Binet, des parfumeurs, etc.
Jusqu'au milieu du XXe siècle, on fait fabriquer sur-mesure ou confectionne soi-même ses vêtements. Le XIXe siècle français voit naître le grand couturier, regardé comme un esthète, non le serviteur des codes de la petite bourgeoisie. Peu avant la Première Guerre mondiale, ces créateurs libèrent le corps féminin du corset. Après guerre, la jeunesse s'empare de la mode comme d'une affirmation émancipatrice. Avec les zazous, sous l'Occupation allemande, les adolescents s'inscrivent volontiers en rupture avec l'ordre social établi.
La France des années 1960 voit l'émergence du prêt-à-porter, d'une industrie du vêtement au service de la société de consommation en plein essor, qu'accompagnent des vecteurs de diffusion de masse, que sont les revues de mode, la photographie, le cinéma et la télévision.

## Les histoires de la mode

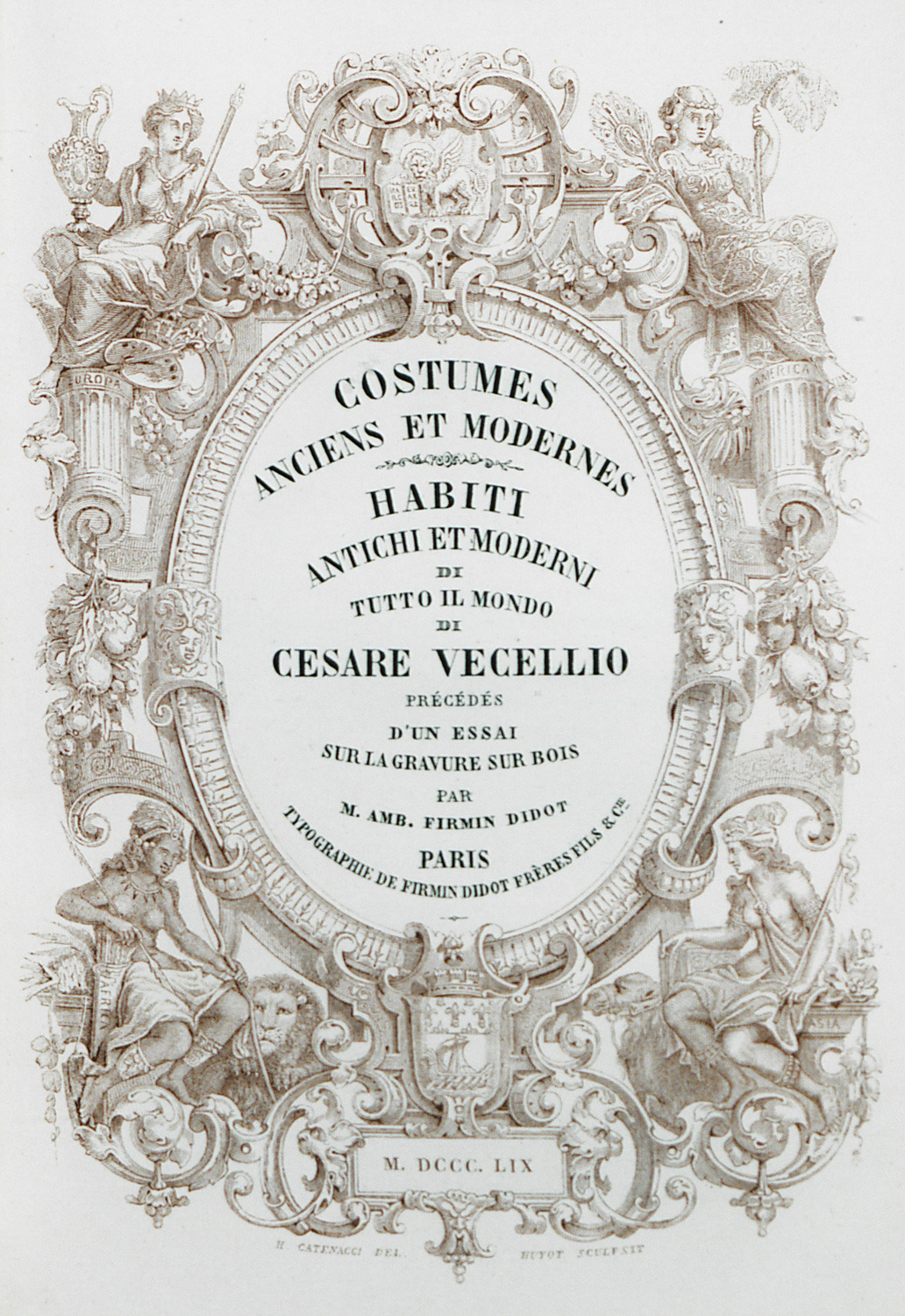
Une édition moderne (1860) du maître ouvrage de Vecellio orné de nouvelles gravures.

Si dès le XVIe siècle plusieurs livres, en particulier français et italiens, sont publiés sur la mode du temps, l'un des premiers ouvrages sur son histoire est peut-être celui de Cesare Vecellio (v.1521-1601), édité à Venise en 1590 et intitulé Habiti Antichi et Moderni di tutto il’Mondo. Au  XVIe siècle, des gravures représentent les modes anciennes, comme Le bransle des modes françoises de Jean Moncornet (1642-1716), datant de 1696, répertoriant quelques-unes d'entre elles depuis François Ier jusqu'à Louis XIV. Au XVIIIe siècle Guillaume-François-Roger Molé écrit Histoire des Modes Françaises, ou Révolutions du costume en France, Depuis l’établissement de la Monarchie jusqu’à nos jours. Contenant tout ce qui concerne la tête des Français, avec des recherches sur l’usage des Chevelures artificielles chez les Anciens (1773). C'est surtout à partir du milieu du XIXe siècle que la publication de tels ouvrages s’accroît, en commençant par Histoire de la mode en France (1858) d'Émile de La Bédollière (1812-1883), sans compter l'édition de nombreuses estampes en couleurs mettant en scène des silhouettes.

### XVIIesiècle(baroque et classique)

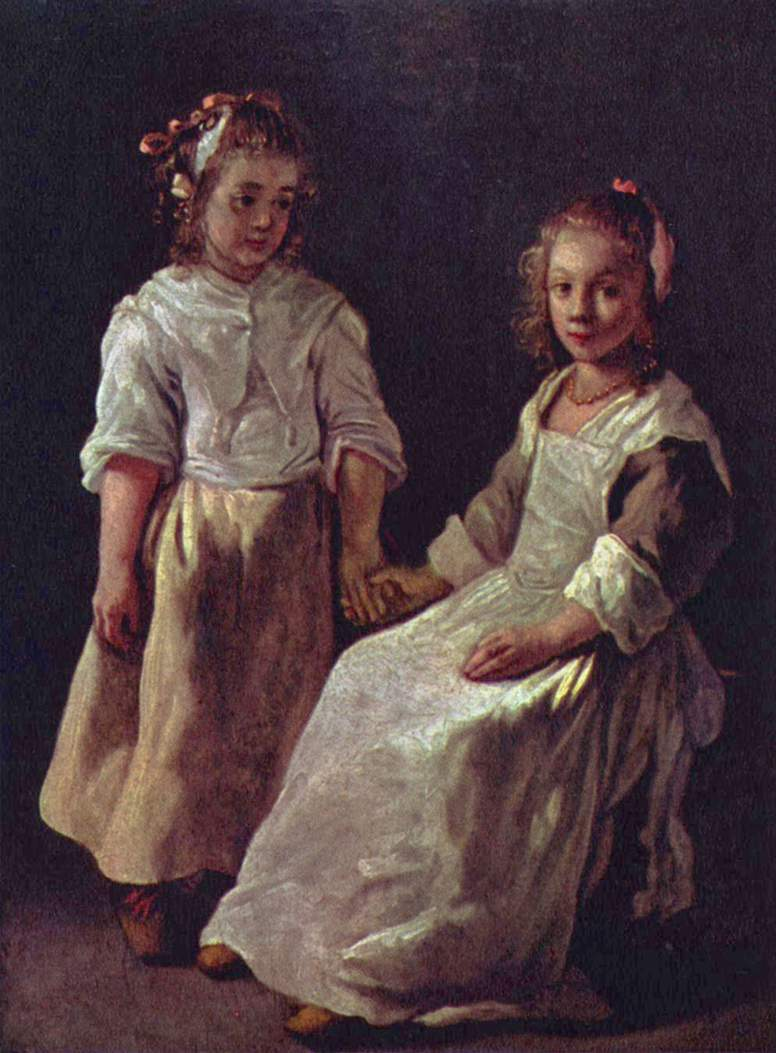
Deux jeunes filles vues par Louis Le Nain (avant 1648).

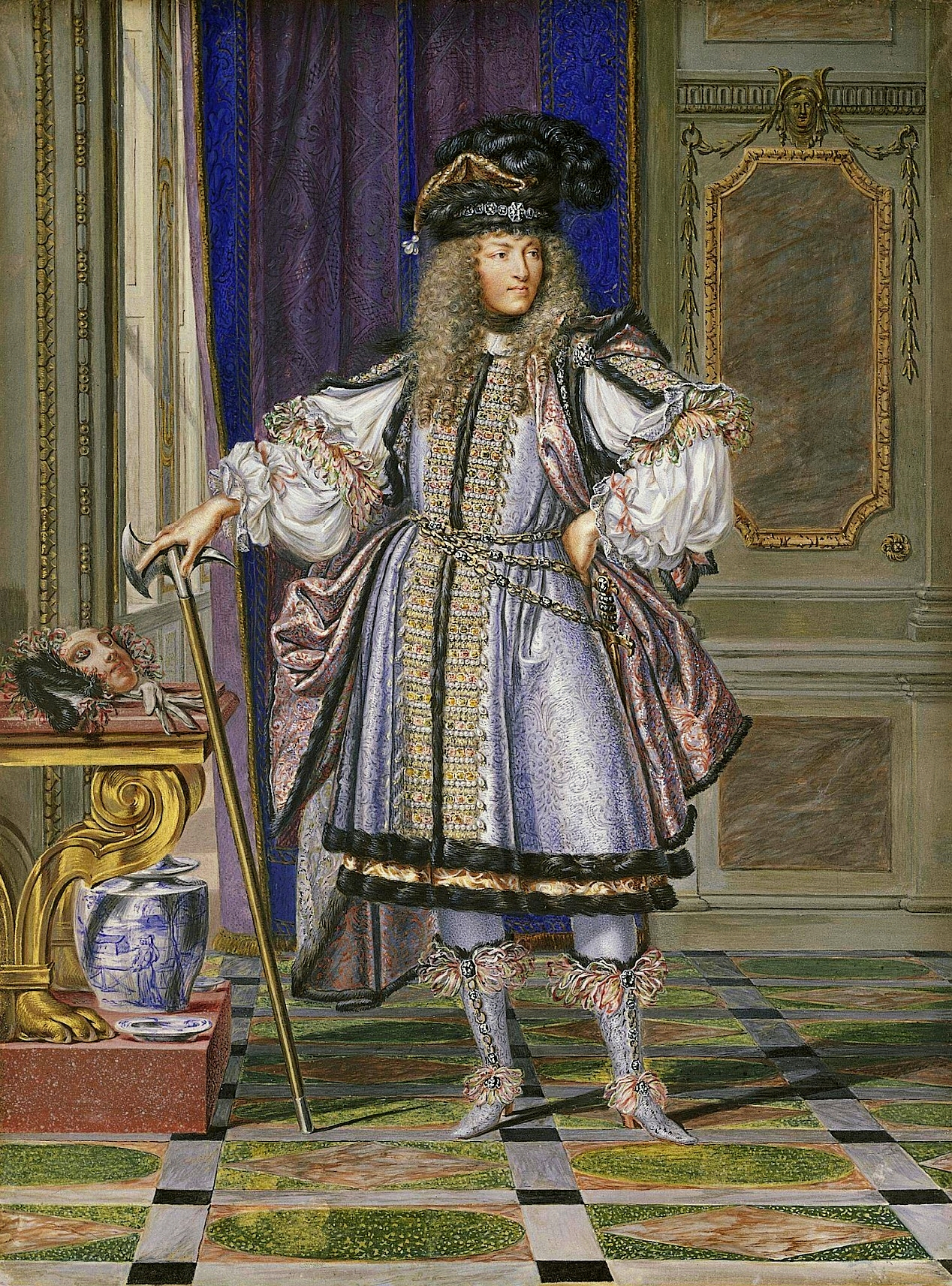
Louis XIV en costume polonais (1664) vu par Joseph Werner, Norton Simon Museum.

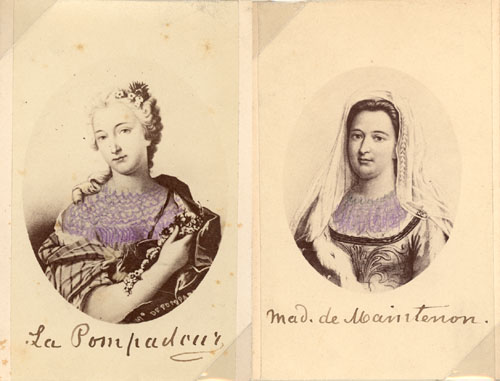
La mode du : deux gravures de Madame de Maintenon (à droite) et Madame de Pompadour (à gauche).

À la cour de Versailles, il y avait une mode masculine et une mode féminine, organisées autour des attributs royaux.

#### Cotonnade et soierie
Avec Jean-Baptiste Colbert vont naître les premières manufactures liées aux vêtements : face à l'invasion des produits flamands, anglais et italiens, est encouragé l'établissement d'unités de productions à grande échelle d'indiennes, de soieries (Balsan), de cuirs, etc.

#### Gravures de mode
Au début du règne de Louis XIV, l'industrie du luxe est placée sous contrôle de la Couronne. La France devient véritablement l'arbitre du bon-goût et du style en Europe[réf. nécessaire]. Au début des années 1670 les journaux de mode commencent à faire leur apparition, notamment grâce à Jean Donneau de Visé qui fonde la revue Mercure galant, dans laquelle il y a des gravures de mode. Cela permet de populariser les notions de saisons et de changement de styles, les tendances françaises, au-delà de la Cour royale. Les gravures utilisées représentent alors des hommes ou des femmes, de plain-pied, portant des toilettes répondant aux dernières tendances. Seules les silhouettes sont travaillées, aucun détail n'est apporté dans l'esthétique des visages.

#### Tendances
Louis XIV introduit l'une des tendances majeures de l'époque : celle des perruques de cheveux bouclés portées par des hommes. Une croyance populaire veut que Louis XIV ait commencé à porter ce type de perruques à cause de sa calvitie. Le port de la perruque chez les hommes s'est poursuivi pendant près de 150 ans, passant par diverses modes, et cessera après la Révolution française et la vague romantique.
Des règlements qui existaient depuis le XIIIe siècle déterminaient la mode : rédigés dans les communes par des magistrats et des seigneurs, ils avaient pour but de veiller aux bonnes mœurs, de favoriser l'industrie locale, de se protéger des influences étrangères et de luxe inutile (les dépenses somptuaires), mais le but principal restait avant tout de maintenir les différences des classes à travers des codes vestimentaires stricts.
Les femmes portaient des cols plus effilés, car le décolleté était élargi jusqu’aux épaules. Elles portaient le plus souvent des jupes en forme de cloches et des corselets avec un grand décolleté. Les manches arrivaient jusqu’aux coudes au maximum. À la maison chaque femme portait un manteau de maison. Les femmes se protégeaient le visage avec un masque, et beaucoup plus tard avec un voile. Autour du cou, les femmes aimaient bien se mettre un col en four, qui était appelé « petit four aux puces », parce qu’on pensait qu’il était destiné à attirer les insectes. Contrairement aux Italiennes, les femmes françaises ne montraient jamais leurs vrais cheveux. La minceur générale des femmes était soulignée par les corselets, qui étaient munis de ressorts métalliques d’une longueur d’un demi-mètre. À la fin du XVIIe siècle les premières « mouches » apparurent sur les visages des femmes.

### LeXVIIIesiècle, du rococo au nouveau classicisme

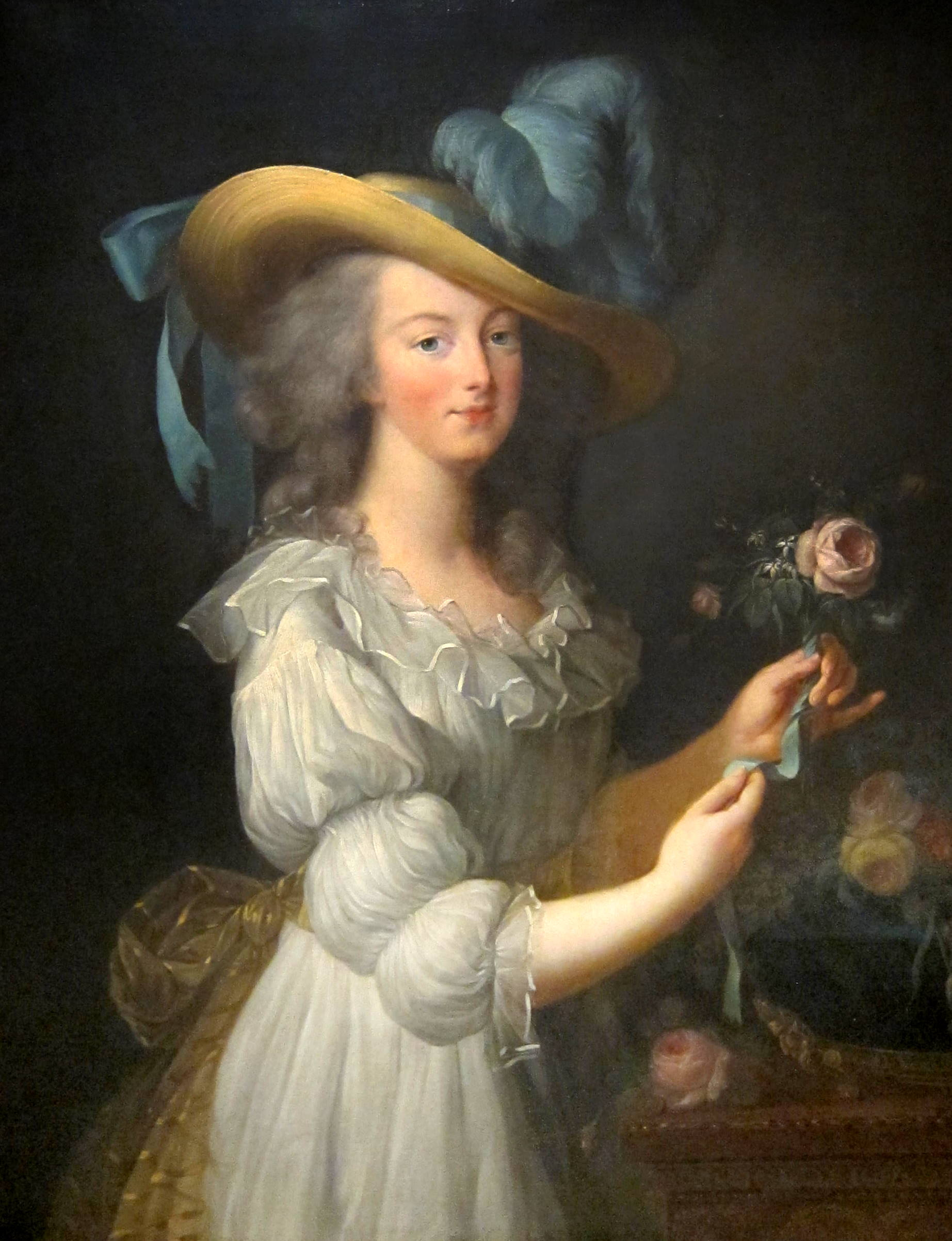
Marie-Antoinette dans sa robe de mousseline (vers 1783), d'après Vigée Le Brun, National Gallery of Art.

Le monde pré-industriel n'était pas indifférent à l'apparence, mais celle-ci avait pour fonction de théâtraliser la hiérarchie sociale. À l'opposé du rejet contemporain de l'uniforme, la coutume assignait à chacun son habit en même temps que son rang social. Jusqu'au XXe siècle, le vêtement de la femme change peu dans sa ligne générale, sauf lors du Directoire, mais les vêtements des courtisans frappent par leur splendeur. Le grand seigneur porte sur son dos sa richesse foncière, pour la montrer, au risque de la dilapider. L'indépendance d'esprit de l'aristocratie se manifeste à certaines époques par la mise en valeur libertine du corps.
En France, c'est au XIVe siècle que commencent à se diffuser dans le pays les usages vestimentaires de la Cour. La haute couture parisienne sera l'héritière de ce phénomène. Mais la noblesse est protégée de toute véritable immixtion par ses privilèges, y compris celui de porter talons rouges. Peu avant la Révolution française, des almanachs de mode illustrés font connaître la mode de Paris aux lectrices de province et d'Europe. Le même phénomène s'était produit un peu plus tôt en Angleterre. C'est là l'apparition de la presse de mode, ce vecteur essentiel de la libéralisation de l'habit.
Les styles extravagants de la cour royale française ont conduit à d'immenses dettes, à charge des contribuables. Ces dépenses incommensurables ont d'ailleurs contribué à la mauvaise réputation de Marie-Antoinette, constituant même une des revendications à l'origine de la Révolution Française. Même longtemps après sa mort, Marie Antoinette demeure une icône culturelle majeure, associant glamour et richesses.
Avec les sans-culottes, le vêtement prend une signification politique. Rayures et pantalons pervertissent les codes vestimentaires de l'Ancien Régime, alors que le port de la soie et de vêtements prestigieux de l'Ancien régime est considéré comme contre-révolutionnaire. Du côté royaliste, Muscadins à la chute de Robespierre, Incroyables et Merveilleuses sous le Directoire, préfigurent le dandysme, voire les futures tribus urbaines. Mais l'accent demeure évidemment mis sur l'appartenance à une élite aristocratique : le droit à l'excentricité est lui-même un privilège. Cependant, la loi du 8 brumaire de l'an 2 (29 octobre 1793) proclame la liberté de s'habiller comme on le souhaite, ce qui préfigure la démocratisation dans l'habillement.

### LeXIXesiècle

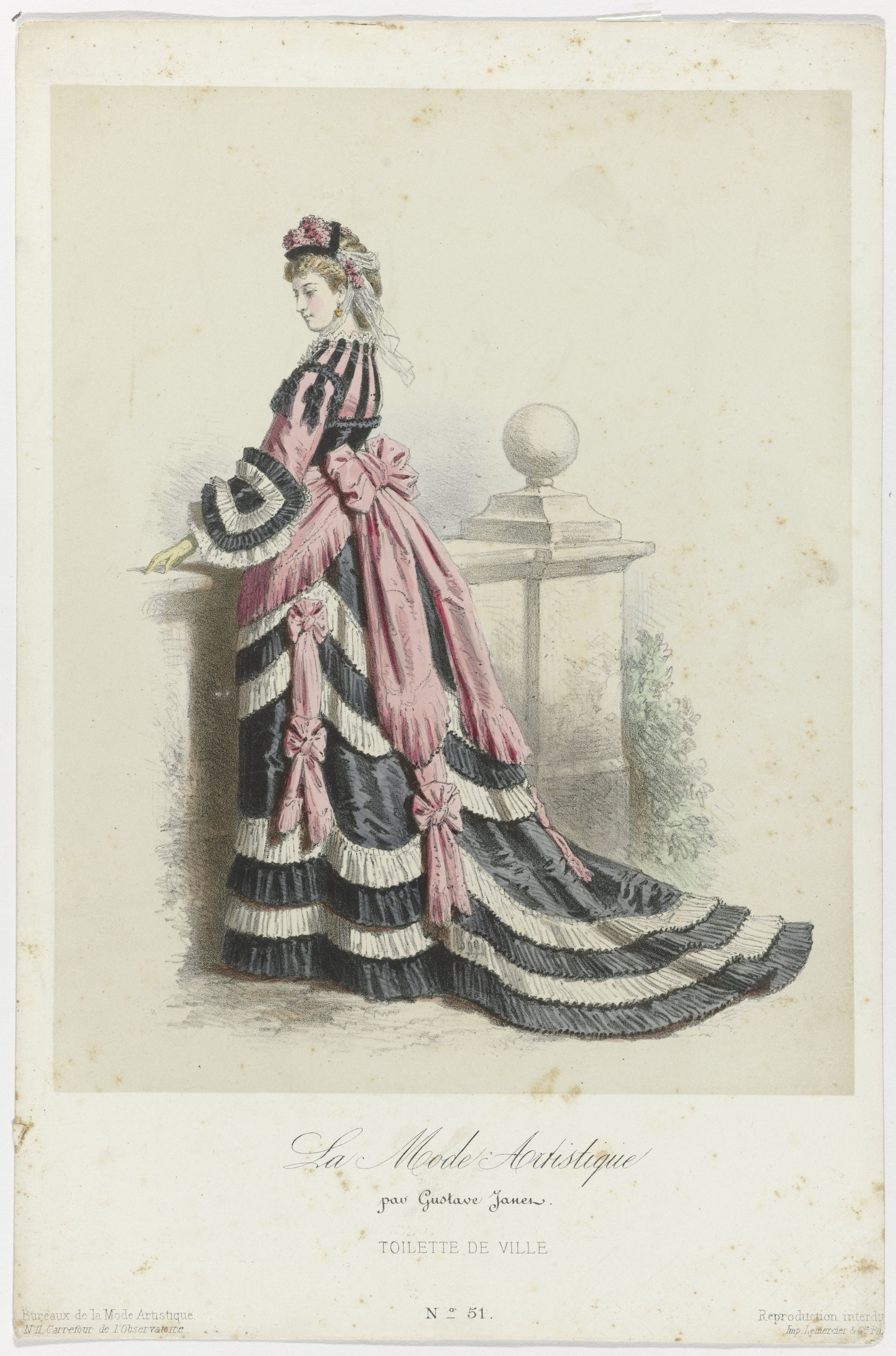
Gustave Janet : « Toilette de ville », in: La Mode artistique, 51, 1873.

Dès les années 1830, la confection à façon est en pleine croissance. Elle alimente d'abord les magasins de nouveautés, puis les grands magasins. Elle sait populariser la mode, utiliser des imitations bon marché des matières nobles, pour satisfaire une population en plein essor, la bourgeoisie qui s'enrichit avec la première révolution industrielle en France.
La mode se constitue réellement avec l'invention de la haute couture qui, tout en recrutant sa clientèle parmi les classes sociales dominantes, n'a cessé de mettre en scène sa proximité avec les artistes. Le créateur de mode réussit à s'imposer comme un « artiste du luxe », selon l'expression de Gilles Lipovetsky. Sous le Second Empire, ce sont des Britanniques comme Charles Frederick Worth et plus tard Redfern, qui inventent à Paris les mannequins vivants et un nouvel usage de la crinoline. Voici donc le grand couturier, qui n'est plus un artisan au service de ses clients, mais qui fait partie de leur monde, un monde plus mélangé qui se constitue alors et se cherche une âme en même temps qu'une légitimité. Avec l'anglomanie et le dandysme, théorisé quelques années plus tôt, du temps de la bohème, par Baudelaire qui promeut l'art de Constantin Guys et sa capacité à saisir l'actuel, il les trouve. Paris devient alors la capitale de la mode, du bon goût, de l'élégance, et ce modèle s'exporte de par son rayonnement. Les couturiers français installés à l'étranger contribuent également à cette diffusion, comme Caroline Montagne Roux, amie de Jeanne Lanvin, à Barcelone.
Pour se diffuser, la mode a su faire alliance avec l'image, l'illustration et profite donc de l'invention de la presse illustrée à grand tirage et l'apparition de périodiques dédiés à la mode artistique. La mode fascine des écrivains français, qui comme Honoré de Balzac cherche à en décoder les signes, ou plus tard Stéphane Mallarmé dans L'Art de la mode et Octave Uzanne, l'un des premiers historiographes des modes du siècle précédent.
Dans le dernier tiers de ce siècle, apparaissent les premiers parfums de synthèse, que les couturiers vont associer à leurs lignes de vêtements, à leur maison. Le parfum était lié depuis le XVIIe siècle à la ganterie.

## 1900-1930: Belle Époque, Années folles et modernisme

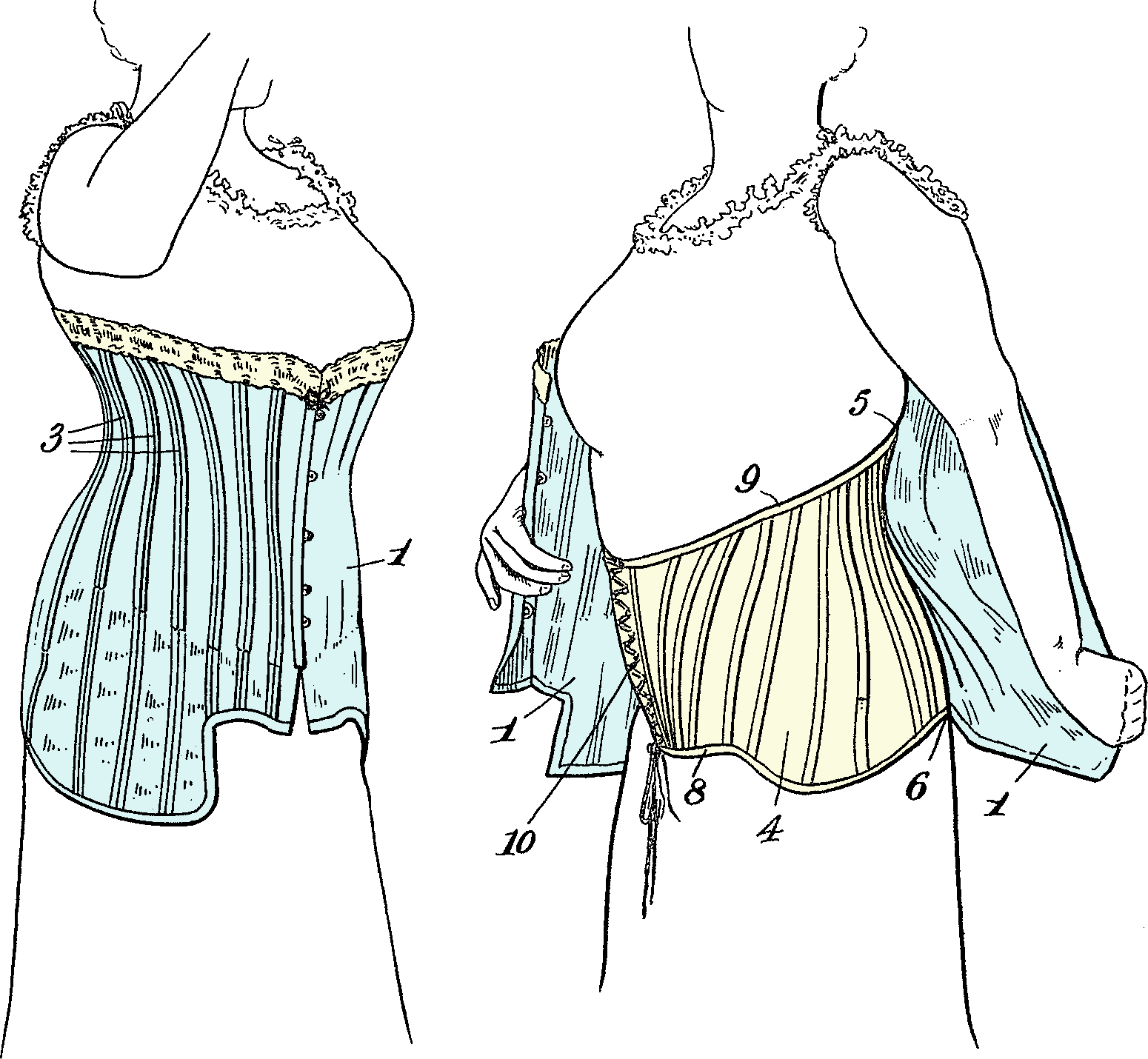
Les variations du corset vues par les maisons de couture en 1912.

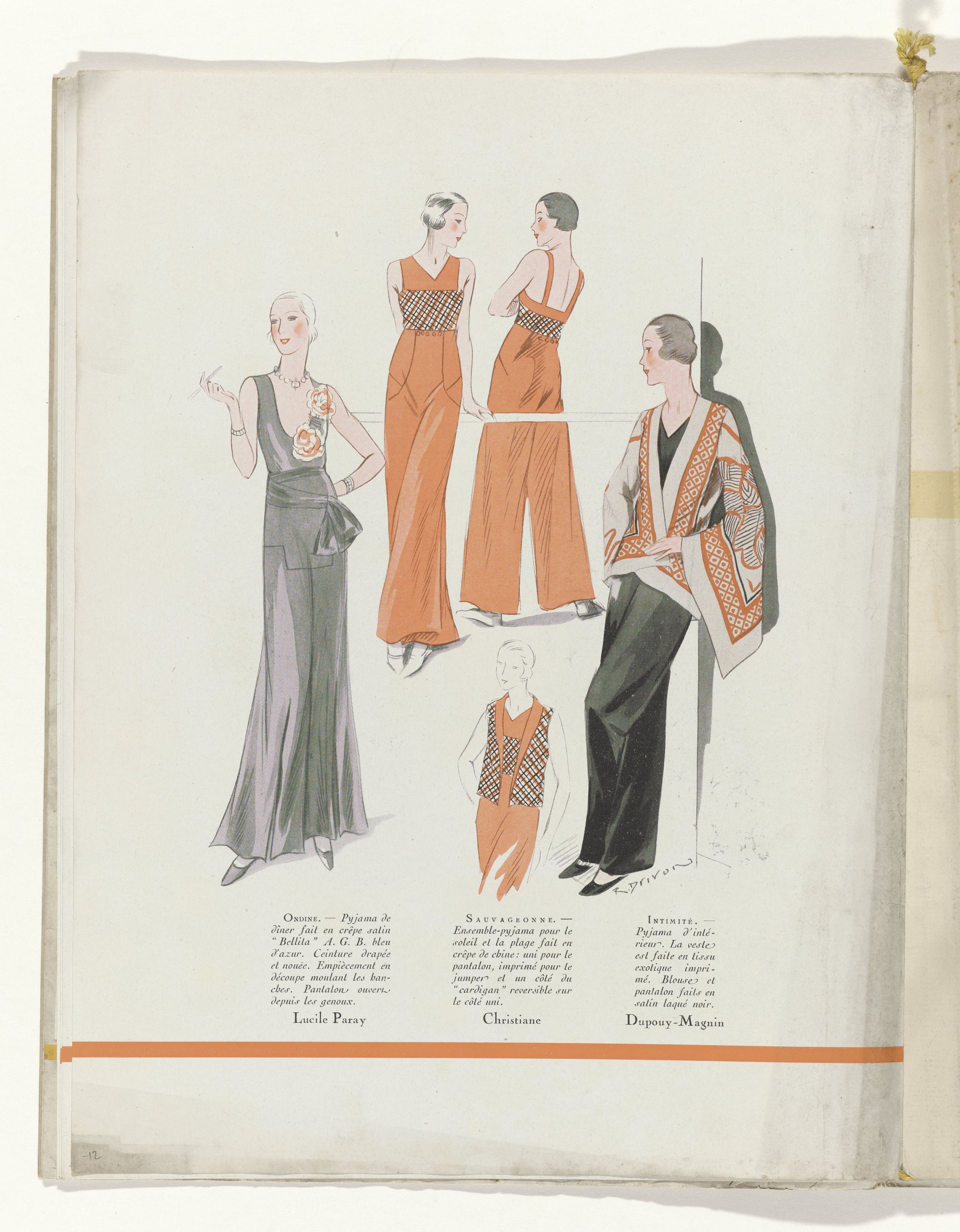
Art Goût Beauté, Feuillets de l' élégance féminine, mai 1931.

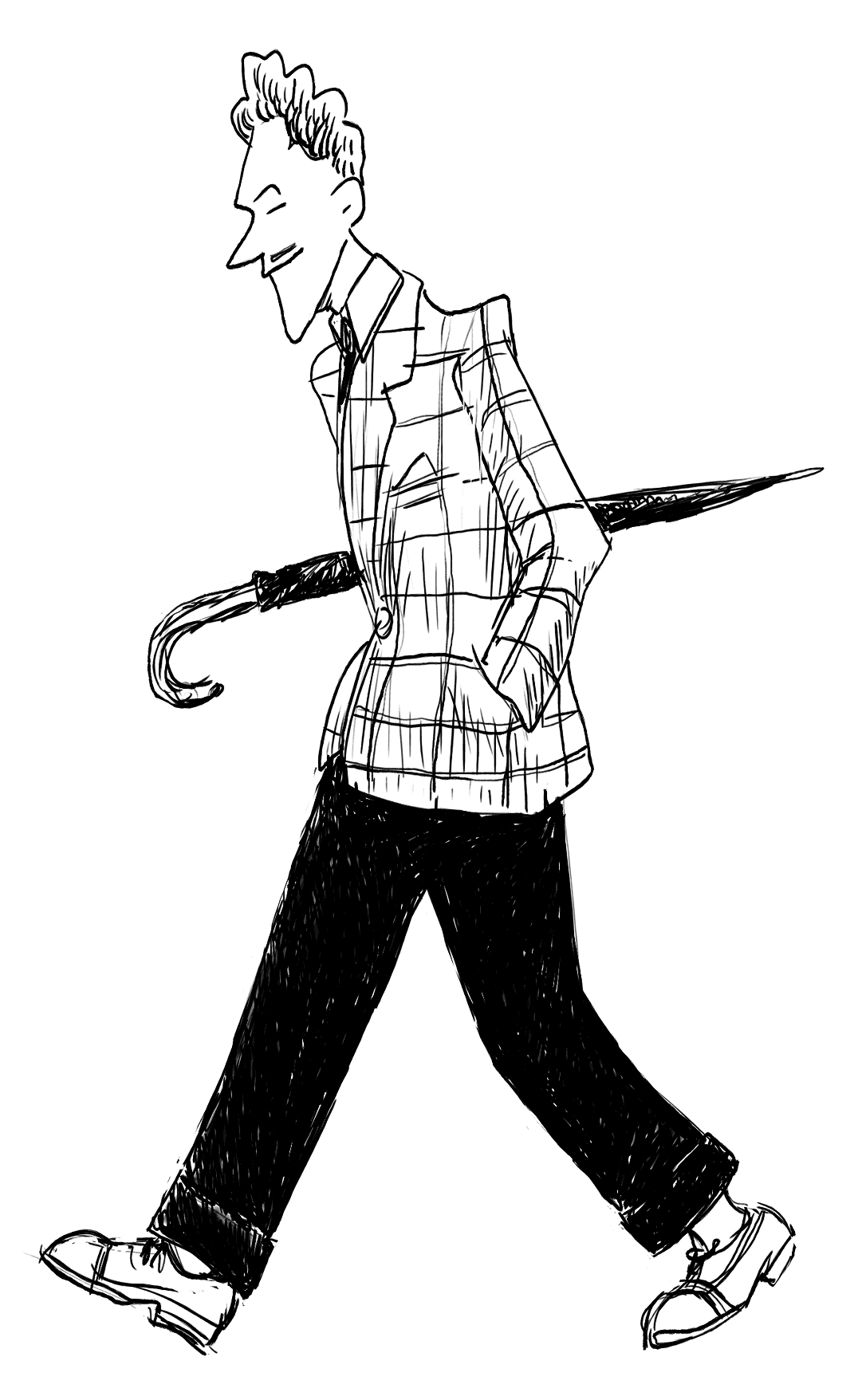
Le style zazou : veste à carreaux tombante, attitude dégingandée, parapluie fermé qu'il pleuve ou qu'il vente.

Au début du XXe siècle, il existait une vingtaine de maisons de couture à Paris en 1900. L'émancipation du corps de la femme doit beaucoup à Paul Poiret[réf. nécessaire].
Ces années ont été marquées par un aspect nouveau dans le monde de la mode : la collaboration entre couturiers et artistes plasticiens. Par exemple, Elsa Schiaparelli, rencontre le peintre Salvador Dali. Leur amitié donne naissance à une collection hors du commun, mélangeant styles artistiques et imaginations fulgurantes. La robe homard de 1937 est une pièce célèbre illustrant cette fusion : ce homard rouge sang sur une robe blanche semble être le symbole des obsessions du peintre.
Pour se diffuser, la mode a su faire alliance avec la photographie et le cinéma. Coco Chanel conclut en 1930 un accord avec Samuel Goldwyn pour habiller les stars d'United Artists.

## Depuis 1945

### Années 1950-1990

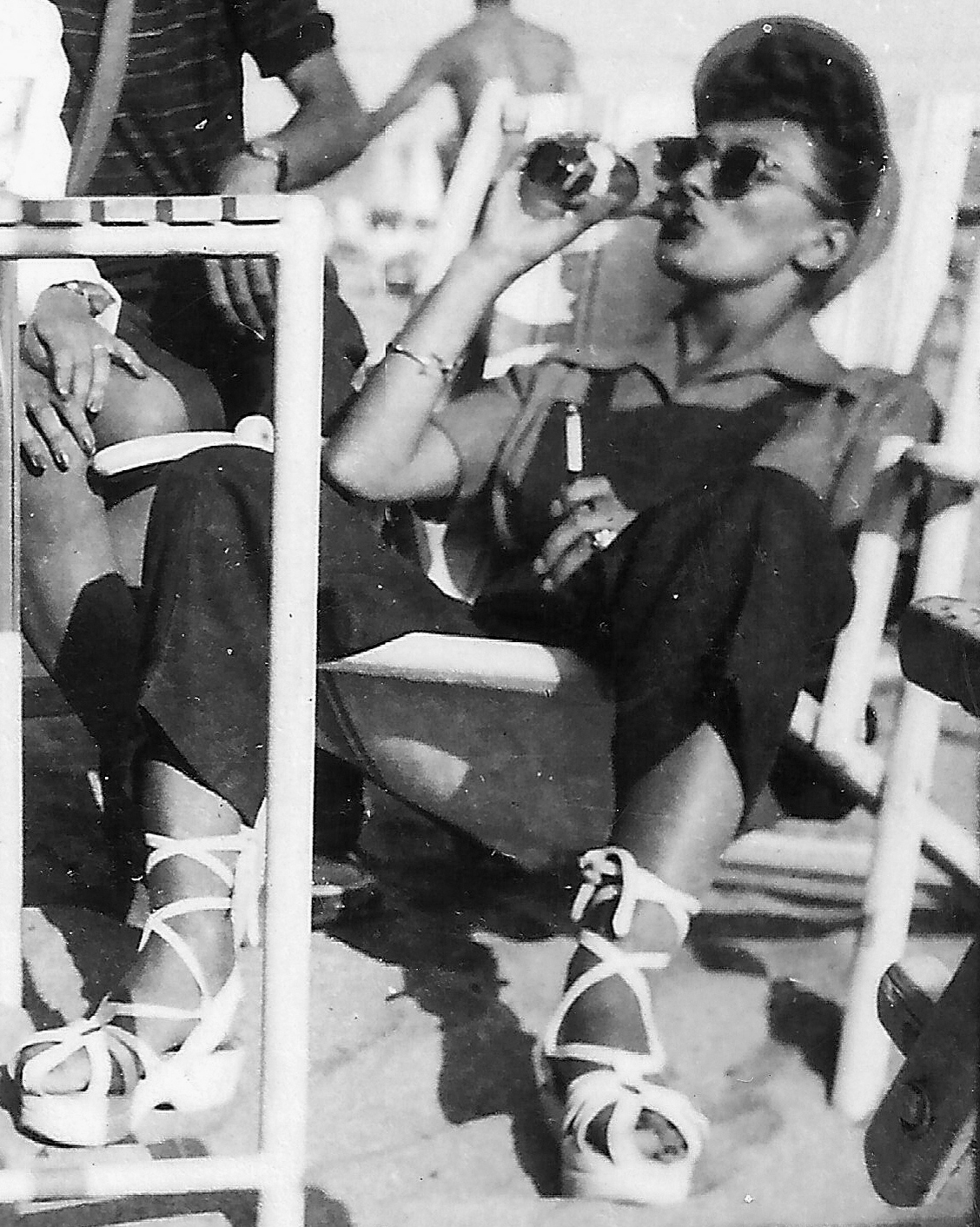
Starlette à Cannes en 1948.

Après la Seconde Guerre mondiale, le New Look de Dior révolutionne la mode puis Coco Chanel déjà 30 ans auparavant, l'invention des « jeunes » et l'industrialisation accrue. La démocratisation du vêtement va de pair avec une prolifération des mouvements de mode adolescents, inséparables des courants musicaux. Il n'est plus si facile de réduire la mode au prestige d'une élite définie, serait-ce celle du spectacle, ni au souci de distinction au sens sociologique du terme.
Grâce aux médias, la caste spectaculaire, vedettes, artistes et, finalement, top models bien plus tard, fournit à la société des modèles de consommation. Cette bourgeoisie de l'apparence appartient toujours, en fait, à la réalité socio-économique, mais semble en être détachée.
On peut, en effet, noter que[style à revoir] le port de tel ou tel vêtement, de tel ou tel accessoire, devient souvent à la mode après qu'une personnalité (people, acteur, top-model, etc.) l'a porté. C'est ainsi que sont devenues à la mode de nombreuses façons de se vêtir. Par exemple :
- le port du Tee-shirt s'est rapidement développé après que les acteurs de cinéma John Wayne, Marlon Brando et James Dean en ont porté à la télévision. Le public fut tout d'abord choqué, pour finalement l'accepter avec le temps. Brooke Shields a contribué à lancer la marque Calvin Klein avec sa célèbre phrase : « savez-vous ce qu'il y a entre mon jean et moi ? »
- Le port du bikini a pris un essor très important lorsqu'en 1956, Brigitte Bardot le rendit populaire dans le film Et Dieu… créa la femme dans lequel elle le portait en toile vichy.
- Le sac conçu par la société Hermès est devenu très à la mode sous le nom de sac Kelly après que la princesse Grace Kelly l'ait porté. La photo publiée par la revue Life magazine en 1956 qui montrait Grace Kelly cachant sa grossesse derrière un grand sac Kelly fut à l'origine de ce mythe.
- Le port du col roulé s'est rapidement développé après que l'acteur de cinéma Noël Coward en a porté.

Dans les années 1960, l'uniformité était plus manifeste que la volonté de se distinguer, qui sert de grille d'interprétation aux sociologues de la mode, depuis Georg Simmel (1904). La mode française est fortement influencée par Londres et son Swinging London. Saint Laurent et Courrèges imposent de nouvelles tendances qui marqueront profondément les décennies suivantes. Les collants, puis le jeans triomphent en France. Il constitue bientôt l'uniforme de la jeunesse mondiale, garçons comme filles. C'est paradoxalement là une façon de revendiquer l'individualité et la décontraction, en rejetant le vêtement « bourgeois ». Le pantalon est maintenant un vêtement féminin.
Dans les années 1970, la mode Hippie d'origine américaine puis la mode punk plus tard influencent le monde, dont la France. Le sportswear d'inspiration américaine prend le pas sur la mode de la rue et connaitra son apogée dans les années 1980.
Dans les années 1980, une nouvelle génération de créateurs émerge auprès du public et révolutionne la mode : Gaultier, Alaïa, Montana, Mugler… La différenciation reprend ses droits.

### Années 2000
La compétition dans les looks semble cependant s'estomper au profit de l'éclectisme inspiré de la world music. On notera aussi le succès de la silhouette sportive à l'américaine : survêtement, Tee-shirt, casquette et chaussures souples, ainsi que le retour aux éléments de mode des années 1980.
Enfin, dans les années 2000, deux tendances antinomiques semblent s'imposer en parallèle : la prééminence absolue des marques d'un côté et la contestation radicale de ces dernières de l'autre.
L'importance de l'aspect même des vêtements s'atténue en effet, tandis que la marque, expression du pouvoir d'achat du consommateur et de l'image ou philosophie de vie auquel il s'identifie, motive de plus en plus les comportements d'achat. La mondialisation et la concurrence ont conduit à la fusion des groupes de l'industrie de la mode et du luxe et à un marketing renforcé. Les nécessités liées à la rentabilité et au retour sur investissement ont augmenté le nombre de collections par an, accéléré le roulement des nouveaux produits, tout en faisant et défaisant les modes en très peu de temps.

En parallèle, on a pu observer un rejet de la mode en tant que stigmate de la consommation à outrance. Au Japon, le mouvement Muji se caractérise par la fabrication et la commercialisation de produits sobres, vierges de tout logo. À l'échelle internationale, la philosophie du No Logo - en référence à l'ouvrage de Naomi Klein paru en France en 2001 - vise à résister aux diktats et aux apparences consuméristes.
La mode contemporaine exprimerait à la fois une certaine attitude grégaire et le rejet de toute appartenance à une catégorie déterminée. L'adolescence est une classe qui n'en est pas une, une classe d'âge éphémère. L'élite des médias semble vivre dans un monde irréel, instable. Il en va de même pour les mannequins.
Les années 2000 semblent propices au rapprochement épisodique de la mode et l'art contemporain. La mode emprunte des références esthétiques et des thématiques développées par les artistes, et joue également un rôle de plus en plus prépondérant dans le financement de leurs œuvres, via le mécénat et les commandes d'œuvres (notamment par Bernard Arnault et François Pinault) pour les lancements de boutiques et de produits.
Dans les années 2010, d'après le ministère de l'Économie, la mode représente en France 130 000 personnes et un chiffre d'affaires de plus d'une trentaine de milliards d'euros par an.

### Paris
Paris est considérée comme une capitale mondiale de la mode, et la présence dans toute la ville de nombreuses boutiques de mode en témoigne[réf. nécessaire]. La majorité des marques de mode françaises de premier plan, tels que Chanel, Dior ou Louis Vuitton, ont leur siège dans la ville. Paris organise une semaine de la mode deux fois par an, comme d'autres centres internationaux tels que Milan, Londres ou New York.
En outre, plusieurs marques de mode internationales possèdent des boutiques à Paris comme c'est le cas de Valentino, Gucci, ou Burberry.
Les Champs-Élysées sont une avenue souvent comparée à la 5e Avenue new-yorkaise. L'avenue Montaigne, adjacente aux Champs-Élysées, est aussi connue par ses boutiques prestigieuses de mode depuis plusieurs décennies. Depuis le XVIIe siècle, les maisons de la mode étaient traditionnellement situées dans le quartier autour de la rue Faubourg Saint-Honoré.

## Citations
- « La mode domine les provinciales, mais les Parisiennes dominent la mode. » (Jean-Jacques Rousseau)
- « Une mode a à peine détruit une autre mode, qu'elle est abolie par une plus nouvelle, qui cède elle-même à celle qui la suit. » (Jean de La Bruyère)
- « L'hypocrisie  est un vice à la mode  et tous les vices à la mode passent pour vertus. » (Molière)
- « La mode est ce que l'on porte. Ce qui est démodé, c'est ce que portent les autres. » (Oscar Wilde)
- « La mode se démode, le style jamais. » (Coco Chanel)
- « La mode, c'est ce qui se démode. » (Jean Cocteau)
- « Rien n'est plus beau qu'un corps nu. Le plus beau vêtement qui puisse habiller une femme, ce sont les bras de l'homme qu'elle aime. Mais pour celles qui n'ont pas eu la chance de trouver ce bonheur, je suis là. » (Yves Saint Laurent)